# Radical 142

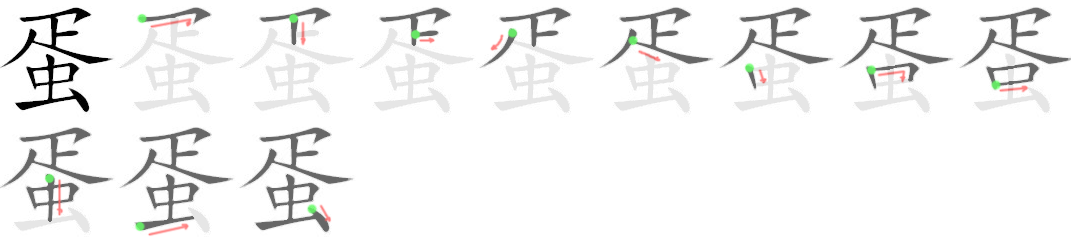
Radical 142

Le radical 142, qui signifie les serpentes, ou les insectes, ou les vers, est un des 29 des 214 radicaux chinois répertoriés dans le dictionnaire de Kangxi composés de six traits.
Le caractère Unicode de 虫 est 866B.

## Caractères avec le radical 142
| nombre de traits          | caractères |
| ------------------------- | --- |
| Sans trait supplémentaire | 虫 |
| 1 traits supplémentaires  | 虬 |
| 2 traits supplémentaires  | 虭 虮 虯 虰 虱 虲 |
| 3 traits supplémentaires  | 虳 虴 虵 虶 虷 虸 虹 虺 虻 虼 虽 虾 虿 蚀 蚁 蚂 蚃 |
| 4 traits supplémentaires  | 蚄 蚅 蚆 蚇 蚉 蚊 蚋 蚌 蚍 蚎 蚏 蚐 蚑 蚒 蚓 蚔 蚕 蚖 蚗 蚘 蚙 蚚 蚛 蚜 蚝 蚞 蚟 蚠 蚡 蚢 蚣 蚤 蚥 蚦 蚧 蚨 蚩 蚪                                              |
| 5 traits supplémentaires  | 蚫 蚬 蚭 蚮 蚯 蚰 蚱 蚲 蚳 蚴 蚵 蚶 蚷 蚸 蚹 蚺 蚻 蚼 蚽 蚾 蚿 蛀 蛁 蛂 蛃 蛄 蛅 蛆 蛇 蛈 蛉 蛊 蛋 蛌 蛍 蛎 蛏                                                 |
| 6 traits supplémentaires  | 蚈 蛐 蛑 蛒 蛓 蛔 蛕 蛖 蛗 蛘 蛙 蛚 蛛 蛜 蛝 蛞 蛟 蛠 蛡 蛢 蛣 蛤 蛥 蛦 蛧 蛨 蛩 蛪 蛫 蛬 蛭 蛮 蛯 蛰 蛱 蛲 蛳 蛴                                              |
| 7 traits supplémentaires  | 蛵 蛶 蛷 蛸 蛹 蛺 蛻 蛼 蛽 蛾 蛿 蜀 蜁 蜂 蜃 蜄 蜅 蜆 蜇 蜈 蜉 蜊 蜋 蜌 蜍 蜎 蜏 蜐 蜑 蜒 蜓 蜔 蜕 蜖 蜗 蝆                                                    |
| 8 traits supplémentaires  | 蜘 蜙 蜚 蜛 蜜 蜝 蜞 蜟 蜠 蜡 蜢 蜣 蜤 蜥 蜦 蜧 蜨 蜩 蜪 蜫 蜬 蜭 蜮 蜯 蜰 蜱 蜲 蜳 蜴 蜵 蜶 蜷 蜸 蜹 蜺 蜻 蜼 蜽 蜾 蜿 蝀 蝁 蝂 蝃 蝄 蝅 蝇 蝈 蝊 蝋 蝕       |
| 9 traits supplémentaires  | 蝉 蝌 蝍 蝎 蝏 蝐 蝑 蝒 蝓 蝔 蝖 蝗 蝘 蝙 蝚 蝛 蝜 蝝 蝞 蝟 蝠 蝡 蝢 蝣 蝤 蝥 蝦 蝧 蝨 蝩 蝪 蝫 蝬 蝭 蝮 蝯 蝰 蝱 蝲 蝳 蝴 蝵 蝶 蝷 蝸 蝹 蝺 蝻 蝼 蝽 蝾 蝿 螀 |
| 10 traits supplémentaires | 螁 螂 螃 螄 螅 螆 螇 螈 螉 螊 螋 螌 融 螎 螏 螐 螑 螒 螓 螔 螕 螖 螗 螘 螙 螚 螛 螜 螝 螞 螟 螠 螡 螢 螣 螤 螥 螦 螧 螨 螩                                     |
| 11 traits supplémentaires | 螪 螫 螬 螭 螮 螯 螰 螱 螲 螳 螴 螵 螶 螷 螸 螹 螺 螻 螼 螽 螾 螿 蟀 蟁 蟂 蟃 蟄 蟅 蟆 蟇 蟈 蟉 蟊 蟋 蟌 蟍 蟎 蟏 蟐 蟑 蟒                                     |
| 12 traits supplémentaires | 蟓 蟔 蟕 蟖 蟗 蟘 蟙 蟚 蟛 蟜 蟝 蟞 蟟 蟠 蟡 蟢 蟣 蟤 蟥 蟦 蟧 蟨 蟩 蟪 蟫 蟬 蟭 蟮 蟯 蟰 蟱 蟲 蟳 蟴 蟵                                                       |
| 13 traits supplémentaires | 蟶 蟷 蟸 蟹 蟺 蟻 蟼 蟽 蟾 蟿 蠀 蠁 蠂 蠃 蠄 蠅 蠆 蠇 蠈 蠉 蠊 蠋 蠌 蠍 蠎 蠏                                                                                  |
| 14 traits supplémentaires | 蠐 蠑 蠒 蠓 蠔 蠕 蠖 蠗 蠘 蠙 |
| 15 traits supplémentaires | 蠚 蠛 蠜 蠝 蠞 蠟 蠠 蠡 蠢 蠣 蠤 蠴 |
| 16 traits supplémentaires | 蠥 蠦 蠧 蠨 蠩 蠪 蠫 蠬 |
| 17 traits supplémentaires | 蠭 蠮 蠯 蠰 蠱 蠲 蠳 |
| 18 traits supplémentaires | 蠵 蠶 蠷 蠸 蠹 蠺 |
| 19 traits supplémentaires | 蠻 |
| 20 traits supplémentaires | 蠼 |
| 21 traits supplémentaires | 蠽 蠾 |
| 22 traits supplémentaires | 蠿 |